# Гакетт (Арканзас)
Гакетт (англ. Hackett) — місто (англ. city) в США, в окрузі Себастьян штату Арканзас. Населення — 784 особи (2020).

## Географія
Гакетт розташований на висоті 164 метра над рівнем моря за координатами 35°11′16″ пн. ш. 94°24′42″ зх. д. / 35.18778° пн. ш. 94.41167° зх. д. (35.187832, -94.411532).  За даними Бюро перепису населення США в 2010 році місто мало площу 4,25 км², з яких 4,20 км² — суходіл та 0,06 км² — водойми. В 2017 році площа становила 3,80 км², з яких 3,73 км² — суходіл та 0,07 км² — водойми.

## Демографія
Згідно з переписом 2010 року, у місті мешкало 812 осіб у 310 домогосподарствах у складі 223 родин. Густота населення становила 191 особа/км².  Було 345 помешкань (81/км²). 
Расовий склад населення:
| - 92,0 % — білих - 3,4 % — корінних американців - 0,6 % — азіатів - 0,1 % — чорних або афроамериканців |

До двох чи більше рас належало 3,7 %. Іспаномовні складали 0,6 % від усіх жителів.
За віковим діапазоном населення розподілялося таким чином: 28,3 % — особи молодші 18 років, 58,2 % — особи у віці 18—64 років, 13,5 % — особи у віці 65 років та старші. Медіана віку мешканця становила 34,3 року. На 100 осіб жіночої статі у місті припадало 92,4 чоловіків;  на 100 жінок у віці від 18 років та старших — 84,8 чоловіків також старших 18 років.
Середній дохід на одне домашнє господарство  становив 40 664 долари США (медіана — 31 696), а середній дохід на одну сім'ю — 46 118 доларів (медіана — 39 306). За межею бідності перебувало 26,9 % осіб, у тому числі 42,3 % дітей у віці до 18 років та 9,6 % осіб у віці 65 років та старших.
Цивільне працевлаштоване населення становило 312 особи. Основні галузі зайнятості: виробництво — 17,9 %, освіта, охорона здоров'я та соціальна допомога — 17,3 %, мистецтво, розваги та відпочинок — 13,8 %, будівництво — 11,5 %.
За даними перепису населення 2000 року в Гакетті проживало 694 особи, 193 родини, налічувалося 277 домашніх господарств і 294 житлових будинки. Середня густота населення становила близько 165,2 людини на один квадратний кілометр. Расовий склад Гакетта за даними перепису розподілився таким чином: 95,1% білих, 0,43% — чорних або афроамериканців, 2,16% — корінних американців, 1,15% — азіатів, 1,01% — представників змішаних рас, 0,14% — інших народів. Іспаномовні склали 0,72% від усіх жителів міста.
З 277 домашніх господарств в 33,9% — виховували дітей віком до 18 років, 49,1% представляли собою подружні пари, які спільно проживали, в 14,4% сімей жінки проживали без чоловіків, 30,0% не мали сімей. 27,4% від загального числа сімей на момент перепису жили самостійно, при цьому 13,4% склали самотні літні люди у віці 65 років та старше. Середній розмір домашнього господарства склав 2,51 особи, а середній розмір родини — 3,00 особи.
Населення міста за віковим діапазоном за даними перепису 2000 року розподілилося таким чином: 27,5% — жителі молодше 18 років, 8,2% — між 18 і 24 роками, 29,8% — від 25 до 44 років, 21,9% — від 45 до 64 років і 12,5% — у віці 65 років та старше. Середній вік мешканця склав 35 років. На кожні 100 жінок в Гакетті припадало 89,1 чоловіків, у віці від 18 років та старше — 90,5 чоловіків також старше 18 років.
Середній дохід на одне домашнє господарство в місті склав 30 809 доларів США, а середній дохід на одну сім'ю — 35 909 доларів. При цьому чоловіки мали середній дохід в 27 500 доларів США на рік проти 20 446 доларів середньорічного доходу у жінок. Дохід на душу населення в місті склав 13 051 долар на рік. 7,9% від усього числа сімей в окрузі і 11% від усієї чисельності населення перебувало на момент перепису населення за межею бідності, при цьому 9,2% з них були молодші 18 років і 28,4% — у віці 65 років та старше.

## Цікаві місця
У зоопарку Дір-Ейкерс, розташованому на Дженсен-роуд, містяться різні тварини, включаючи капібар, мавп та алігаторів.